# Uredo commelinae
Uredo commelinae är en svampart som beskrevs av Speg. 1880. Uredo commelinae ingår i släktet Uredo, ordningen Pucciniales, klassen Pucciniomycetes, divisionen basidiesvampar och riket svampar. Inga underarter finns listade i Catalogue of Life.